# Tipografie (întreprindere)
O tipografie sau imprimerie este o întreprindere sau un atelier mai mare pentru tipărirea, de obicei pe hârtie, a unor produse scrise.
De cele mai multe ori tipografiile dispun de tehnicile necesare pentru multiple feluri de tipărituri. Există și tipografii speciale pentru produse cu securitate înaltă, ca de ex. pașapoarte și buletine de identitate, permise, bancnote sau alte produse periclitate de a fi falsificate. În mod obișnuit tipografiile adăpostesc și secțiile necesare pentru crearea și pregătirea materialului de imprimat, cât și pentru prelucrarea necesară după tipărirea propriu-zisă (împăturire, împachetare, expediere etc.).
În România centre tipografice importante se află la București, Timișoara, Brașov și în alte orașe mari.

## Clasificări
Există mai multe feluri de tipografii:

### După produsul final
- tipografii de carte
- de ziare
- diverse produse tipărite corelate
- tipografii specializate pe etichete, ambalaje, produse decorative,  calendare, reclame tipărite sau altele

### După tehnica folosită
- cu tipar înalt
- cu tipar jos
- offset
- tampon
- serigrafie

## Exemple de tipografii
- Tipografia Universul
- Tipografia REAL
- Tipografiile din Timișoara
- Tipografia Arta
- Portal de tipografii din Romania